# Прем'єр-ліга (Ефіопія)
Прем'єр-ліга (Ефіопія) (амх. የኢትዮጵያ ፕሪምየር ሊግ) — змагання з футболу з-поміж клубів Ефіопії, в ході якого визначається чемпіон країни й представники міжнародних клубних змагань. Проводиться під егідою Ефіопської футбольної федерації. Заснована в 1997 році (1990 Е. к.), прийшла на зміну Першому дивізіону (заснований 1944 року). У турнірі виступають 16 клубів, пов'язана системою вибуття та підвищення в класі з іншими дивізіонами чемпіонату Ефіопії. Проводиться щорічно починаючи з сезону 1997/98 років, в якому провідний клуб країни, «Сент-Джордж», виграв свій 14-й чемпіонський титул серед клубів вищого дивізіону чемпіонату Ефіопії (загалом клуб має 29 чемпіонських титулів).

## Історія

### Початок
Перший розіграш чемпіонату Ефіопії відбувся 1944 року. Спочатку 5 різних команд, які представляли різні громади Аддис-Абеби та команда Британської військової місії в Ефіопії змагалися за чемпіонський титул. З наступного року почав проводитися кубок Ефіопії, який проводився кожного року (за винятком декількох перерв). 
У перші роки розіграшу вищого дивізіону ефіопського чемпіонату здебільшого домінував «Мехал» (зараз — «Дифенс Форс»). У період з 40-х по 50-ті роки XX століття клуб 6 разів ставав переможцем чемпіонату. Наприкінці 60-х років домінував «Сент-Джордж», а в 70-ті та 80-ті роки чемпіонами Ефіопії ставали різні клуби. З 90-х років XX століття ліга почала зазнавати змін, які завершилися 1997 року (1990 р. Е. к.) створенням Ефіопською федерацією футболу Прем'єр-ліги, до якої увійшли провідні клуби країни.

### Епоха Прем'єр-ліги
У дебютному сезоні Прем'єр-ліги Ефіопії 1997/98 чемпіонами стали «Ефіо Електрик». Наступного року Прем'єр-ліга вирішила збільшити кількість команд до 10, за підсумками чемпіонату «Сент-Джонс» став чемпіоном, піднявши свій перший трофей Прем'єр-ліги (16 титул загалом). Наступного сезону (1999/00) знову став переможцем чемпіонату.
Сезон 2000/01 років став особливим у Прем'єр-лізі завдяки високій результативності нападника «Ефіо Електрик» Йорданоса Абая. Абай відзначився 24-а голами, чим допоміг «Ефіо Електрик» вдруге виграв Прем'єр-лігу (3-й титул переможця чемпіонату). Цей рекорд протримався 16 років, поки його не перевершив нападник «Дедебіта» Гетане Кебеде, який у сезоні 2016/17 років відзначився 25 голами. Наступного сезону (2001/02 років) «Ефіо Електрик» багато хто пророкував чемпіонство, але не виправдав очікувань та поступився чемпіонський титул «Сент-Джордж».
У сезоні 2002/03 років з'явилися перші конкуренти для клубів з-поза меж Аддис-Абеби. Чемпіонська гонка завершилася в останньому турі, коли «Сент-Джордж» здобув таку необхідну перемогу над «Ефіопіан Коффі» та виграв 4-й титул переможця Прем'єр-ліги (та 19-й загалом). Срібний призер «Арба Мінч Текстилс» з міста Арба-Мінч до останнього боролася за трофей, проте для його завоювання потрібна була поразка «Сент-Джордж». Зрештою, «Сент-Джордж» здобув перемогу та виграв чемпіонство, проте результати «Арба Мінч» продемонстрували, що клуби з інших міст країни готові скласти конкуренцію столичноим клубам у боротьбі за чемпіонство.
Сезон 2003/04 років виявився «проривним» для команд з-поза меж Аддис-Абеби, оскільки «Гавасса Сіті» на чолі зі своїм капітаном Камаль Ахмедом вперше у власній історії вдалося завоювати титул чемпіона Прем'єр-ліги. Чемпіонський титул вкотре розігрувався в останньому турі, «Авасса Сіті» обіграв «Ньялу», завдяки чому випередив «Ефіопіан Коффі» та «Транс Ефіопія» в боротьбі за золоті нагороди. У наступних двох сезонах знову домінував «Сент-Джордж», який виграв свій 5-й та 6-й титули чемпіона Прем'єр-ліги відповідно.
Напередодні старту сезону 2006/07 років Прем'єр-ліга розширилася до 16 клубів. Сезон завершився тим, що «Хавасса Сіті» виграв Прем'єр-лігу, перервавши 3-річну гегемонію «Сент-Джордж». Тим не менше на наступні три сезони «Сент-Джордж» повернув втрачені позиції й під керівництвом Менчо виграв свій 4-й, 8-й та 9-й титули переможця Прем'єр-ліги (22-й, 23-й та 24-й титули відповідно переможця національного чемпіонату). Головний та найпринциповіший суперник «Сент-Джордж», «Ефіопіан Коффі», перервала їх гегемонію в сезоні 2010/11 років, коли виграла національний чемпіонат (другий титул для клубу). Проте в сезоні 2011/12 років «Сент-Джордж» реваншувався, знову вигравши Прем'єр-лігу. Наступного сезону команда була близькою до повторення успіху попереднього року, проте в підсумку поступилася «Дедебіту», який вперше виграв національний чемпіонат.
Починаючи з сезону 2013/14 й до сезону 2016/17 року «Сент-Джорджу» вдалося повторити власне досягнення в Першому дивізіоні Ефіопії, а саме вигравати 4 поспіль титули переможця Прем'єр-ліги. При цьому в сезоні 2016/17 років вперше виступало 16 клубів, після того як федерація футболу країни вирішила, що 14 клубів для такої країни замало. За підсумками сезону 2015/16 років дві найгірші команди понизилися в класі, а 4-и найкращі клубу Вищої ліги потрапили до еліти ефіопського футболу.
2 травня 2018 року розіграш чемпіонату було призупинена Федерацією футболу Ефіопії (ЕФФ) після нападу на арбітра під час матчу між «Велвадо Адіграт Юніверситі» та «Діфенс». Чемпіонат не поновлювався протягом двох тижнів, допоки профспілки арбітрів не запевнили, що арбітри отримають страхове покриття найближчим часом і що попередні витрати на медичну допомогу будуть покриватися відповідальними клубами. Сезон 2017/18 років завершився неочікувано, оскільки в останньому турі дебютант вищого дивізіону ефіопського футболу «Джимма Абу Джифар» став переможцем Прем'єр-ліги. Напередодні останнього «Джимма Абу Джафар» та «Сент-Джордж» розділяли перше місце в турнірній таблиці чемпіонату, маючи однакову кількість набраних очок та різницю забитих/пропущених м'ячів, але перемога Джимма Аба Джифара 5:0 та перемога з рахунком 2:0 «Сент-Джорджа» означали, що чемпіонський титул перейде до «Джимми» (завдяки перевазі в різниці м'ячів +3 над Сент-Джорджем). По завершенні сезону 2017/18 років клуби домовилися на введення жосткого ліміту на легіонерів, тепер у кожній команді на футбольному полі могло перебувати одночасно не більше 3 іноземців. Підвищення заробітної плати та нехтування доморощеними гравцями були наведені як одна з причин того, щоб здійснити цей крок.

## Формат турніру

### Змагання
У Прем'єр-лізі виступає 16 клубів. Протягом сезону (з листопада по травень) кожен клуб грає зі своїм суперником двічі (подвійна кругова система), один раз на своєму домашньому стадіоні та один раз на полі суперників, загалом 30 матчів. Команди отримують три очки за перемогу та один бал за нічию. За програзку очки не нараховуються. Команди посідають місця за загальною кількістю набраних очок, потім — за різницею м'ячів, а потім — за найбільшою кількістю забитих м'ячів. Три команди, які набрали найменшу кількість очок, вибувають у Вищу лігу Ефіопії (другий дивізіон ефіопського чемпіонату), а на їх місце займає трійка найкращих команд Вищої ліги.

### Континентальні змагання
Переможець Прем'єр-ліги Ефіопії автоматично потрапляє наступного сезону до Ліги чемпіонів КАФ. Переможець кубку Ефіопії виходить до кваліфікаційного раунду Кубку конфедерації КАФ.

## Телевізійні права
У попередні роки футбольні матчі рідко потрапляли на телебачення, а якщо потрапляли, то транслювалися на телеканалі EBC. Однак лібералізація телевізійного ринку в останні роки дозволила отримати неофіційні права на показ у прямому ефірі деяких поєдинків, особливо на регіональних каналах, таких як Amhara TV на півночі та Debub TV, на півдні. Нещодавно фінал суперкубка Ефіопії вперше телевізувався на телеканалі ENN, приватному ефіопському супутниковому каналі. Однак ці передачі в прямому ефірі знаходяться під ретельним наглядом федерації, оскільки вона стверджує, що ні клуби, ні мовники не інформують про це компетентні органи. Федерація погрожує вжити законних заходів проти клубів, які не співпрацюють у цьому питанні.
У червні 2017 року в рамках процесу оцифрування Федерації футболу Ефіопії прав на трансляцію Прем'єр-ліги було відкрито конкурс для 5 телекомпаній, включаючи Kana TV, ENN, Walta TV та платний китайський телеканал, StarTimes. Однак Федерація не була задоволена їх пропозиціями про розподіл прибутків і переговори загальмували.

## Чемпіони
Всього 18 клубів перемогли у вищому дивізіоні ефіопського футболу, включаючи титули до початку створення прем'єр-ліги Ефіопії, а саме в дивізіоні 1. У цей список входять клуби з Еритреї («Асмара» [в тому числі й «Хамасьєн»], «Ембасорія» [в тому числі й «Акале Гузай»], СК «Теле»), які грали на території Ефіопії до створення Прем'єр-ліги Еритреї в 1994 році.
| Клуб                                                                  | Перемоги | Переможні роки (Перший дивізіон)                                                         | Переможні роки (Прем'єр-ліга)                                                      |
| --------------------------------------------------------------------- | -------- | ---------------------------------------------------------------------------------------- | ---------------------------------------------------------------------------------- |
| «Сент-Джордж» (в тому числі «Бревері») [Аддис-Абеба]                  | 29       | 1950, 1966, 1967, 1968, 1971, 1975, 1985, 1986, 1987, 1990, 1991, 1992, 1994, 1995, 1996 | 1999, 2000, 2002, 2003, 2005, 2006, 2008, 2009, 2010, 2012, 2014, 2015, 2016, 2017 |
| «Мечал» (в ому числі «Армі-енд-Діфенс») [Аддис-Абеба]                 | 11       | 1949, 1951, 1952, 1953, 1954, 1956, 1976, 1982, 1984, 1988, 1989                         | Жодного разу                                                                       |
| «Коттон Фекторі»                                                      | 5        | 1960, 1962, 1963, 1965, 1983                                                             | Жодного разу                                                                       |
| «Асмара» (в тому числі й «Хамасьєн») [тепер — Еритрея]                | 4        | 1955, 1957, 1972, 1973                                                                   | Жодного разу                                                                       |
| ЕЕПКО                                                                 | 3        | 1993                                                                                     | 1998, 2001                                                                         |
| СК «Теле» [тепер — Еритрея]                                           | 3        | 1959, 1969, 1970                                                                         | Жодного разу                                                                       |
| «Еффіопіан Коффі» (Аддис-Абеба; як — Коффі)                           | 2        | 1997                                                                                     | 2011                                                                               |
| «Ембассорія» (Еритрея) (в тому числі «Акале Гузай») [тепер — Еритрея] | 2        | 1958, 1974                                                                               | Жодного разу                                                                       |
| «Ефіо-Цемент»                                                         | 2        | 1961, 1964                                                                               | Жодного разу                                                                       |
| «Авасса Сіті»                                                         | 2        | Жодного разу                                                                             | 2004, 2007                                                                         |
| Британська Військова Місія-BMME (Аддис-Абеба)                         | 1        | 1944                                                                                     | Never                                                                              |
| «Дедебіт»                                                             | 1        | Жодного разу                                                                             | 2013                                                                               |
| «Джимма Аба Джифар» (Джимма)                                          | 1        | Жодного разу                                                                             | 2018                                                                               |
| «Мекелле 70 Ендерта» (Мекелле)                                        | 1        | Жодного разу                                                                             | 2019                                                                               |
| «Ермеджачен» (Аддис-Абеба)                                            | 1        | 1981                                                                                     | Жодного разу                                                                       |
| «Кей Бахер» (Аддис-Абеба)                                             | 1        | 1948                                                                                     | Жодного разу                                                                       |
| «Медр Бабур» (Діре Дава)                                              | 1        | 1977                                                                                     | Жодного разу                                                                       |
| «Оганден Абасса» (Харар)                                              | 1        | 1978                                                                                     | Жодного разу                                                                       |
| «Омедла» (Аддис-Абеба)                                                | 1        | 1979                                                                                     | Жодного разу                                                                       |
| Тегл Фре (Аддис-Абеба)                                                | 1        | 1980                                                                                     | Жодного разу                                                                       |

## Переможці попередніх років
- У сезоні 2006/07 років чемпіонат був припинений у червні після того, як 12 клубів (вочевидь, включаючи всі 7 клубів із столиці Аддис-Абеби) бойкотували турнір; федерація присудила чемпіонство «Авасса Сіті».

- 1944 : Британська Військова Місія-BMME (Аддис-Абеба)
- 1945–47 : no competition
- 1948 : «Кей Бахер» (Аддис-Абеба)
- 1949 : «Армі» (Аддис-Абеба)
- 1950 : «Сент-Джордж» (Аддис-Абеба)
- 1951 : «Армі» (Аддис-Абеба)
- 1952 : «Армі» (Аддис-Абеба)
- 1953 : «Армі» (Аддис-Абеба)
- 1954 : «Армі» (Аддис-Абеба)
- 1955 : «Хамасьєн» (Асмара)
- 1956 : «Мечал» (Аддис-Абеба)
- 1957 : «Хамасьєн» (Асмара)
- 1958 : «Акале Гузай» (Еритрея)
- 1959 : СК «Теле»
- 1960 : «Коттон»
- 1961 : «Ефіо-Цемент» (Діре Дава)
- 1962 : «Коттон»
- 1963 : «Коттон»
- 1964 : «Ефіо-Цемент» (Діре Дава)
- 1965 : «Коттон»
- 1966 : «Сент-Джордж» (Аддис-Абеба)
- 1967 : «Сент-Джордж» (Аддис-Абеба)
- 1968 : «Сент-Джордж» (Аддис-Абеба)
- 1969 : СК «Теле»
- 1970 : СК «Теле»
- 1971 : «Сент-Джордж» (Аддис-Абеба)
- 1972 : «Асмара» (Асмара)
- 1973 : «Асмара» (Асмара)
- 1974 : «Ембассорія» (Еритрея)
- 1975 : «Сент-Джордж» (Аддис-Абеба)
- 1976 : «Мечал» (Аддис-Абеба)
- 1977 : «Медр Бабур» (Діре Дава)
- 1978 : «Огаден Анбасса» (Харар)
- 1979 : «Омедла» (Аддис-Абеба)
- 1980 : «Тегл Фре» (Аддис-Абеба)
- 1981 : «Ермеджачен» (Аддис-Абеба)
- 1982 : «Мечал» (Аддис-Абеба)
- 1983 : «Коттон»
- 1984 : «Мечал» (Аддис-Абеба)
- 1985 : «Бревері» (Аддис-Абеба)
- 1986 : «Бревері» (Аддис-Абеба)
- 1987 : «Сент-Джордж» (Аддис-Абеба)
- 1988 : «Мечал» (Аддис-Абеба)
- 1989 : «Мечал» (Аддис-Абеба)
- 1990 : «Бревері» (Аддис-Абеба)
- 1991 : «Сент-Джордж» (Аддис-Абеба)
- 1992 : «Сент-Джордж» (Аддис-Абеба)
- 1993 : ЕЕПКО (Аддис-Абеба)
- 1994 : «Сент-Джордж» (Аддис-Абеба)
- 1995 : «Сент-Джордж» (Аддис-Абеба)
- 1996 : «Сент-Джордж» (Аддис-Абеба)
- 1997 : «Ефіопіан Коффі» (Аддис-Абеба)

Прем'єр-ліга Ефіопії
- 1997–98 : ЕЕПКО (Аддис-Абеба)
- 1998–99 : «Сент-Джордж» (Аддис-Абеба)
- 1999–00 : «Сент-Джордж» (Аддис-Абеба)
- 2000–01 : ЕЕПКО (Аддис-Абеба)
- 2001–02 : «Сент-Джордж» (Аддис-Абеба)
- 2002–03 : «Сент-Джордж» (Аддис-Абеба)
- 2003–04 : «Авасса Сіті» (Авасса)
- 2004–05 : «Сент-Джордж» (Аддис-Абеба)
- 2005–06 : «Сент-Джордж» (Аддис-Абеба)
- 2006–07 : «Авасса Сіті» (Авасса)
- 2007–08 : «Сент-Джордж» (Аддис-Абеба)
- 2008–09 : «Сент-Джордж» (Аддис-Абеба)
- 2009–10 : «Сент-Джордж» (Аддис-Абеба)
- 2010–11 : «Ефіопіан Коффі» (Аддис-Абеба)
- 2011–12 : «Сент-Джордж» (Аддис-Абеба)
- 2012–13 : «Дедебіт» (Аддис-Абеба)
- 2013–14 : «Сент-Джордж» (Аддис-Абеба)
- 2014–15 : «Сент-Джордж» (Аддис-Абеба)
- 2015–16 : «Сент-Джордж» (Аддис-Абеба)
- 2016–17 : «Сент-Джордж» (Аддис-Абеба)
- 2017–18 : «Джимма Аба Джифар» (Джимма)
- 2018–19 : Макелле 70 Ендерта (Макелле)

## Найкращі бомбардири
| Рік     |                   | Найкращий бомбардир       | Команда                 | Голи |
| 2000–01 | Ефіопія           | Йорданос Абай             | ЕЕПКО                   | 24   |
| 2001–02 | Ефіопія           | Йорданос Абай             | ЕЕПКО                   | 20   |
| 2004–05 | Ефіопія           | Медхане Тадессе           | «Транс Ефіопія»         | 19   |
| 2005–06 | Ефіопія           | Тесфає Тафесе             | «Ефіопіан Коффі»        |      |
| 2006–07 | Ефіопія           | Тесфає Тафесе             | «Ефіопіан Коффі»        |      |
| 2007–08 | Ефіопія           | Саладін Саід              | «Сент-Джордж»           | 21   |
| 2010–11 | Ефіопія · Ефіопія | Адане Гірма Гатане Кебеде | «Сент-Джордж» «Дедебіт» | 20   |
| 2011–12 | Ефіопія           | Адане Гірма               | «Сент-Джордж»           | 22   |
| 2014-15 | Нігерія           | Самюель Санумі            | «Дедебіт»               | 22   |
| 2016-17 | Ефіопія           | Гатане Кебеде             | «Дедебіт»               | 25*  |
| 2017-18 | Нігерія           | Окікі Афолабі             | «Джимма Аба Джифар»     | 23   |
| 2018-19 | Ефіопія           | Амануель Гебремікаель     | «Мекелле 70 Ендерта»    | 18   |

* Гетане Кебеде утримує рекорд за найбільшою кількістю забитих м'ячів протягом одного сезону в Прем'єр-лізі Ефіопії — 25.